# Svartbandslimia
Svartbandslimia (Limia nigrofasciata) är en fiskart som beskrevs av Regan, 1913. Svartbandslimia ingår i släktet Limia och familjen Poeciliidae. Inga underarter finns listade i Catalogue of Life.